# 李旼

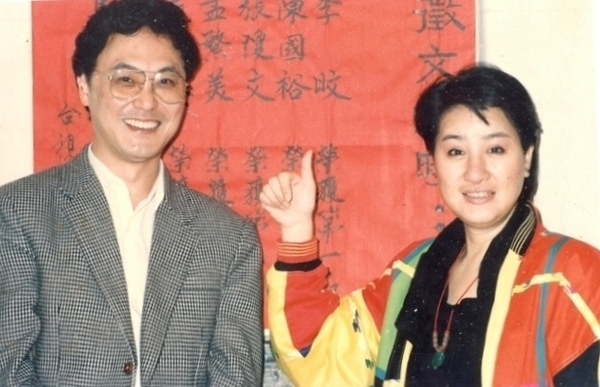
1990年代，台視內部的一次徵文比賽，第一名得主李旼（左）在得獎名單前與楊麗花（右）合照

李旼，臺灣電視公司退休導播，台灣男性網誌作者，筆名「史屁伯」。滿族人，自稱「貝勒爺」。

## 經歷
李旼，曾就讀中國文化大學新聞研究所學分班。於1972年進入台視，長期在台視從事幕後工作，曾任劇務、現場指導、導播等職。1983年擔任台視楊麗花歌仔戲團特別節目《台灣電視公司楊麗花歌仔戲團答謝觀眾聯歡會》現場指導。1984年擔任台視轉播之鄧麗君15週年巡迴演唱會現場指導。1990年代，李旼以筆名「史屁伯」在台視文化公司《電視周刊》連載專欄，專寫台灣演藝圈及台視內部花邊新聞。2003年從台視退休，轉任客家電視台行銷部公關組副組長。2011年3月22日，李旼同意授權維基共享資源收錄其部落格中部分照片。2011年6月16日，李旼應年代新聞台邀請參加論壇節目《新聞面對面》錄影，正式從幕後走向幕前。2011年7月7日，他再度應年代新聞台邀請參加參加《新聞面對面》錄影。李旼離開客家電視台後，從事導遊工作，並在多個部落格服務提供商經營部落格至今。
1994年中國電視公司「黃金劇場」連續劇《天涯共此時》，九儀出版社出版之改編小說版由李旼改寫。
2024年，李旼宣布拜插畫家王梓怡（筆名「王子麵」）為師學畫，自取作畫專用筆名「大滷麵」。

## 外部連結
- UDN網路城邦李旼部落格 （页面存档备份，存于）
- 新浪李旼部落格 （页面存档备份，存于）
- blogspot李旼部落格 （页面存档备份，存于）
- Xuite日誌李旼部落格 （页面存档备份，存于）
- 痞客邦李旼部落格 （页面存档备份，存于）
- 今日新聞網李旼部落格（2012年8月停用）
- Yahoo!奇摩李旼部落格 （停用）
- PChome Online李旼部落格 （停用）
- 無名小站李旼部落格 （页面存档备份，存于）（2011年12月10日停用）